# Universidad de Leópolis
La Universidad Nacional Iván Frankó de Leópolis (en ucraniano: Льві́вський націона́льний університе́т і́мені Іва́на Франка́; romanización: Lvívskyi natsionálnyi universytét ímeni Ivána Franká), es una universidad pública ubicada en la ciudad de Leópolis, en Ucrania. Es una de las universidades más importantes del país, además de ser una de las universidades más antiguas de Europa.

## Historia

### Fundación
La universidad fue fundada el 20 de enero de 1661, cuando el rey Juan II Casimiro Vasa de Polonia permitió que el jesuita del colegio de la ciudad, fundado en 1608, pudiera impartir clases oficialmente. Los jesuitas habían tratado de crear la universidad antes, en 1589, pero no tuvo éxito. Las autoridades de la Universidad Jagellónica de Cracovia no querían un rival y consiguieron prohibir que los jesuitas crearan una universidad que les hiciera competencia.
El rey Juan II Casimiro le otorgó el diploma en Częstochowa, el 5 de febrero de 1661. La creación de la universidad también se estipuló en el Tratado de Hadiach (1658). Uno de sus artículos declaró que una academia de Rutenia se iba a crear en Kiev y otra en Leópolis.
En 1758 el rey Augusto III estableció los dos primeros departamentos de la universidad: teología y filosofía.

### Imperio austrohúngaro
En 1772, Leópolis fue anexionada a Austria, con motivo de las Particiones de Polonia. En 1784, el emperador José II de Austria fundó una universidad secular. Remodeló el edificio y obligó a instaurar el idioma alemán como el oficial en el interior del complejo universitario. También se ampliaron los departamentos a cuatro, añadiendo derecho y medicina.
Durante las Revoluciones de 1848, los estudiantes de la universidad pidieron que fuera polonizada. El gobierno de Viena se negó y enviaron a varias tropas que atacaron a los estudiantes que se habían sublevado. Más tarde, la universidad estuvo cerrada hasta 1850.
El idioma polaco y ucraniano pasaron a ser los oficiales en la universidad. A finales del siglo XIX, Iván Franko estudió en esta universidad. Más tarde, en 1991, el nombre de la Universidad fue cambiado en su honor.

### Segunda República Polaca
A partir de 1919 hasta septiembre de 1939, Leópolis pertenecía a la Segunda República Polaca, la universidad era conocida como la Universidad de Jan Kazimierz (en polaco: Uniwersytet Jana Kazimierza) en honor de su fundador, el rey Juan II Casimiro Vasa.
Fue el tercer mayor centro académico del país (después de la Universidad de Varsovia y la Universidad Jagellónica de Cracovia). El primer rector de la universidad durante la Segunda República de Polonia fue el famoso poeta Jan Kasprowicz. En 1924 el Departamento de Filosofía fue dividida en dos subdepartamentos: humanidades y ciencias.

### RSS de Ucrania
En julio de 1941, en la Segunda Guerra Mundial, 25 profesores y alumnos fueron masacrados por la Alemania Nazi. En 1944, cuando el Ejército Rojo entró en Leópolis, junto a la Armia Krajowa polaca, expulsaron a los alemanes de la ciudad y volvió a abrirse. Aun así, la Universidad de Leópolis pasó de ser de Polonia para pertenecer a la Unión Soviética. En la actualidad, y tras el desmembramiento de la URSS, la Universidad de Leópolis pasó a formar parte de Ucrania. 

## Facultades
| Nombre                                          | Página web |
| ----------------------------------------------- | ---------- |
| Facultad de Matemáticas aplicadas e informática |            |
| Facultad de Relaciones internacionales          |            |
| Facultad de Biología                            |            |
| Facultad de Periodismo                          |            |
| Facultad de Medicina                            |            |
| Facultad de Derecho                             |            |
| Facultad de Economía                            |            |
| Facultad de Mecánica                            |            |
| Facultad de Electrónica                         |            |

| Nombre                              | Página web |
| ----------------------------------- | ---------- |
| Facultad de Filología               |            |
| Facultad de Idiomas                 |            |
| Facultad de Filosofía               |            |
| Facultad de Geografía               |            |
| Facultad de Física                  |            |
| Facultad de Geología                |            |
| Facultad de Formación universitaria |            |
| Facultad de Historia                |            |
| Facultad de Pedagogía               |            |

## Alumnos notables

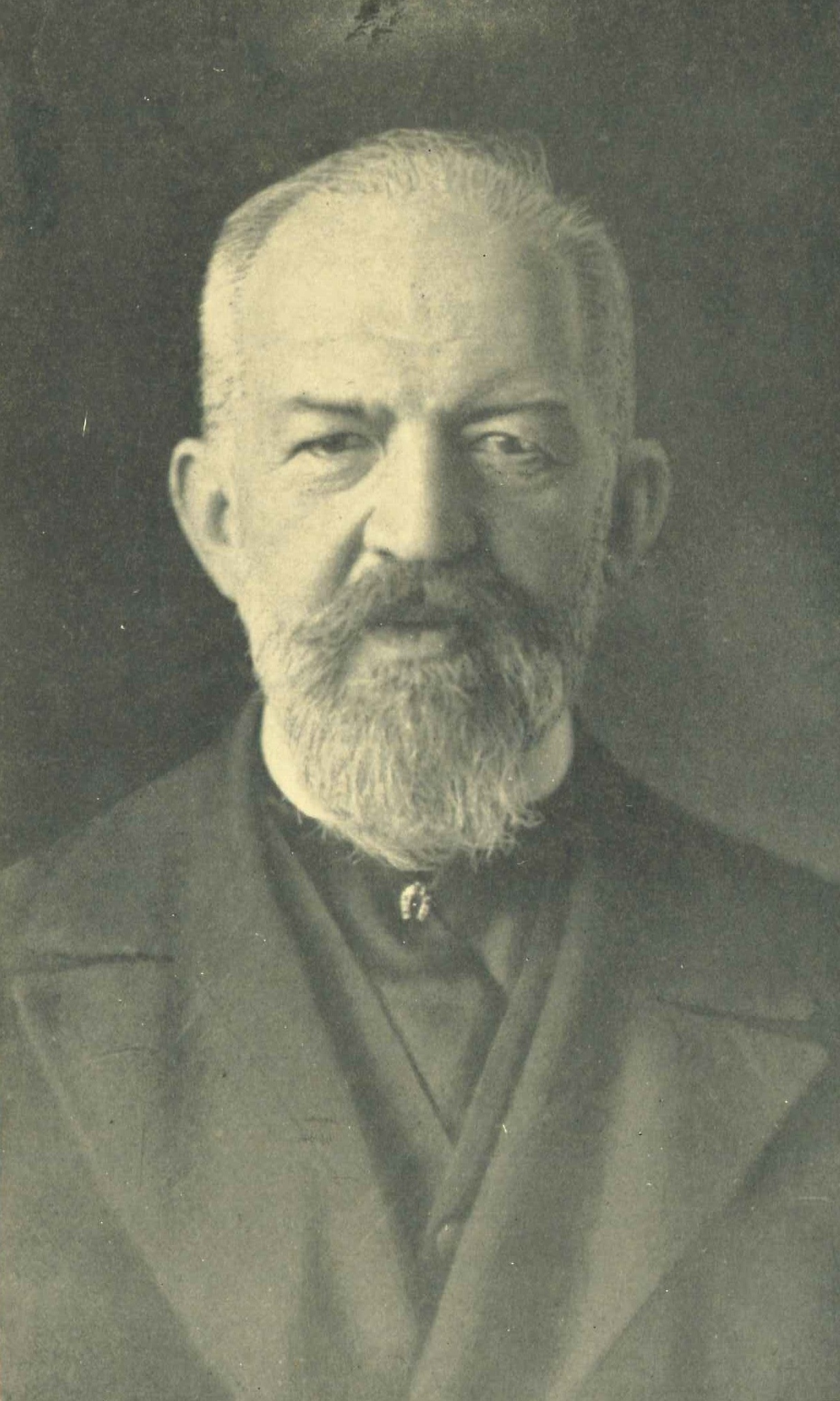
Kazimierz Twardowski fue profesor de la Universidad de Leópolis.

- Ludwik Fleck, médico y biólogo polaco
- Iván Frankó, poeta y escritor ucraniano
- Olha Freimut, presentadora ucraniana
- Heorhi Gongadze, periodista ucraniano
- Anna Górska, arquitecta polaca
- Liliya Hrynevych, política ucraniana
- Iryna Kalynets, disidente soviética
- Semión Moguilévich, economista, negociante y mafioso ucraniano
- Otto M. Nikodym, matemático polaco
- Maciej Rataj, político polaco
- Bruno Schulz, pintor y artista polaco
- Iryna Senyk, disidente soviética
- Pola Stout, diseñadora estadounidense
- Iryna Vereshchuk, abogada ucraniana
- Iryna Vilde, escritora ucraniana
- Debora Vogel, filósofa y poetisa polaca
- Rudolf Weigl, biólogo polaco
- Władysław Witwicki, psicólogo, filósofo, traductor y artista polaco